# Colbert, Oklahoma
Colbert är en ort i Bryan County i delstaten Oklahoma, USA.